# Яма, танцы, четыре струны
«Яма, танцы, четыре струны» — белорусский музыкальный мультфильм, выпущенный в 2001 году киностудией Беларусьфильм.

## Сюжет
Это история о мужчине, скрипке, медведе и кроте. Фильм рассказывает об отчаянном желании добиться цели и о возможности её достижения. 

Музыкант играл на свадьбе так весело, что плясали все гости, жених и невеста, и даже свадебные голубки на пироге подпрыгивали. А разбуженная собака, сидевшая на цепи, громко лаяла. Пошёл музыкант со свадьбы по дороге через лес, заблудился и упал в яму, куда уже попал медведь. От испуга музыкант стал играть, а медведь под музыку стал плясать. Любопытный крот тоже появился послушать. Так продолжалось пока одна за другой у скрипки полопались все четыре струны. А вокруг ямы волки собрались и давай в медведя кости да комья земли бросать. Медведь рассвирипел, выскочил из ямы и расшвырял волков. Края ямы обвалились и музыкант вылез. Взял он свою скрипку и пошёл по свету плясовую играть, а медведь и крот за ним увязались.

## Создатели
| Режиссёр-постановщик | Александр Ленкин |
| Авторы сценария      | Дмитрий Якутович, Александр Ленкин |
| Художник-постановщик | Людмила Селивончик |
| Художники-аниматоры  | О. Каршакевич, Татьяна Яцына, Александр Ленкин, А. Горулёв, А. Щепетов, О. Титова, Татьяна Житковская |
| Художники            | Наталия Костюченко, А. Орленко, Е. Лапотко, Т. Евменова, Ольга Чикина, Е. Руднева, Н. Зиновьева, А. Жуковина, С. Басалкевич, Е. Горячева, Л. Слесарёнок, В. Мицкевич, Л. Лукашенко, Н. Высоцкая, Е. Краскевич, Т. Коршикова |
| Оператор             | Александр Бетев |
| Композитор           | Константин Горячий |
| Звукооператор        | Сергей Чупров |
| Роли озвучивали      | Владимир Сичкарь, Александр Вергунов |
| Ассистент режиссёра  | Анна Тумеля |
| Ассистент художника  | Е. Руднева |
| Цветоустановка       | Т. Алексеева |
| Монтажёр             | Г. Будник |
| Редактор             | Дмитрий Якутович |
| Директор             | Ю. Казакова |

## Награды
- 2001 — IV Международный фестиваль анимационного кино «Анимаевка-2001» (Могилев) : Приз зрительских симпатий мультфильму Александра Ленкина «Яма, танцы, четыре струны».[1]